# ギルバート・ストーク
ギルバート・ストーク（Gilbert Stork、1921年12月31日 - 2017年10月21日）は、ベルギー出身のアメリカ合衆国の有機化学者である。コロンビア大学の名誉教授を務めた。ストークエナミン合成は彼の名前に由来する。

## 教育
ブリュッセル首都圏地域のイクセルでユダヤ人家庭に生まれた。1935年頃、一家でフランスのニースに移り、第二次世界大戦勃発後、ナチスから逃れて渡米しニューヨークに移った。フロリダ大学で1942年学士号を取り、Samuel M. McElvain教授のもと、1945年にウィスコンシン大学マディソン校で化学のPh.D.を取得した。

## 経歴
2001年にキニーネの不斉合成に初めて成功し、ロバート・バーンズ・ウッドワードによる初の全合成の成否を問うたことで知られる（最終的に、2007年になってウッドワードの全合成が証明された）。
2017年、95歳でゲルミン合成を試みた論文を発表したが、間もなく没した。

## 職歴
- 1946年 - ハーバード大学講師
- 1948年 - ハーバード大学助教授
- 1953年 - コロンビア大学準教授
- 1955年 - コロンビア大学教授

## 科学アカデミー会員
- 1961年 - 全米科学アカデミー
- 1962年 - アメリカ芸術科学アカデミー
- 1989年 - 科学アカデミー (フランス)
- 1995年 - アメリカ哲学協会
- 1999年 - 王立協会外国人会員

## 受賞など
- 1957年 - ACS純粋化学賞
- 1974年 - センテナリー賞
- 1980年 - アーサー・C・コープ賞、ウィリアム・H・ニコルズ賞
- 1982年 - ウィラード・ギブズ賞、米国科学アカデミー賞化学部門
- 1983年 - ライナス・ポーリング賞
- 1985年 - テトラヘドロン賞
- 1986年 - レムセン賞
- 1989年 - アメリカ国家科学賞
- 1991年 - ロジャー・アダムス賞
- 1992年 - 化学パイオニア賞
- 1993年 - ウェルチ化学賞
- 1995年 - ウルフ賞化学部門
- 2003年 - 高砂香料国際賞「野依賞」
- ローレンス大学、ウィスコンシン大学マディソン校、パリ大学、ロチェスター大学、コロンビア大学の名誉博士号